# Branko Lazarević
Branko Lazarević (en serbio: Бранко Лазаревић; Gračanica, Yugoslavia, 14 de mayo de 1984) es un futbolista serbio retirado en 2013. Su último equipo fue el SM Caen de la Ligue 2 francesa.

## Carrera
Nacido en Gračanica (Bosnia-Herzegovina, entonces parte de Yugoslavia), jugó en los equipos juveniles ŽAK Kikinda, OFK Kikinda y el FK Vojvodina. Debutó profesionalmente con el Vojvodina en 2002.  Luego, entre 2005 y 2007, fue a préstamo al FK ČSK Pivara. El 9 de junio de 2010 firmó un contrato por tres años con el SM Caen, al que pasó luego de que culminara su contrato con el OFK Belgrado.

## Carrera internacional
Lazarević formó parte del equipo serbio que participó en las Olimpiadas de Atenas 2004, el cual quedó fuera en la primera ronda, tras culminar último en el grupo C, tras las selecciones de Argentina, Australia y Tunisia.

## Clubes
| Club                | País    | Año       |
| ------------------- | ------- | --------- |
| FK Vojvodina        | Serbia  | 2002-2005 |
| CSK Pivara Celarevo | Serbia  | 2005-2007 |
| OFK Belgrado        | Serbia  | 2007-2010 |
| SM Caen             | Francia | 2010-2013 |